# JLTV
Програма розроблення легкого тактичного транспортного засобу загального призначення (англ. Joint Light Tactical Vehicle (JLTV)) — програма збройних сил США (зокрема, армії США, Командування спеціальних операцій США та корпусу морської піхоти США) із створення легкого позадорожнього броньованого тактичного транспортного засобу загального призначення нового покоління, який повинен поступово замінити застарілий парк аналогічних автомобілів HMMWV, що наразі перебувають на озброєнні, і які повинні бути замінені сімейством більш здатних до виживання транспортних засобів, з більшим корисним навантаженням. Так, зокрема, Humvee початково не розроблявся як бойовий броньований автомобіль, яким йому довелося стати пізніше, а автомобілі за програмою розроблення JLTV, повинні бути призначеними саме для цього.
Програма розроблення JLTV пов'язана із програмою розроблення Системи тактичних вантажівок майбутнього (англ. Future Tactical Truck Systems (FTTS)), але не є нею, а є окремою програмою. Здобутки та досвід, отримані від програми FTTS, повинні бути використані та враховані у програмі JLTV.
25 серпня 2015 року L-ATV Oshkosh був оголошений переможцем програми JLTV.

## Стратегічні завдання програми
Представники армії США та координатори програми визначають основні цілі програми, як заміна та доповнення наявних на озброєнні автомобілів Humvee. На початку програми був оголошений конкурс на розробку трьох основних категорій транспортних засобів:
- придатного до бойових дій (англ. Battlespace Awareness (BA));
- силового застосування (англ. Force Aplication (FA));
- транспортного (англ. Focused Logistic (FL)).

Автомобілі усіх трьох категорій повинні бути придатними і пристосованими до транспортування гелікоптерами CH-47 та CH-53 а також транспортним літаком C-130.

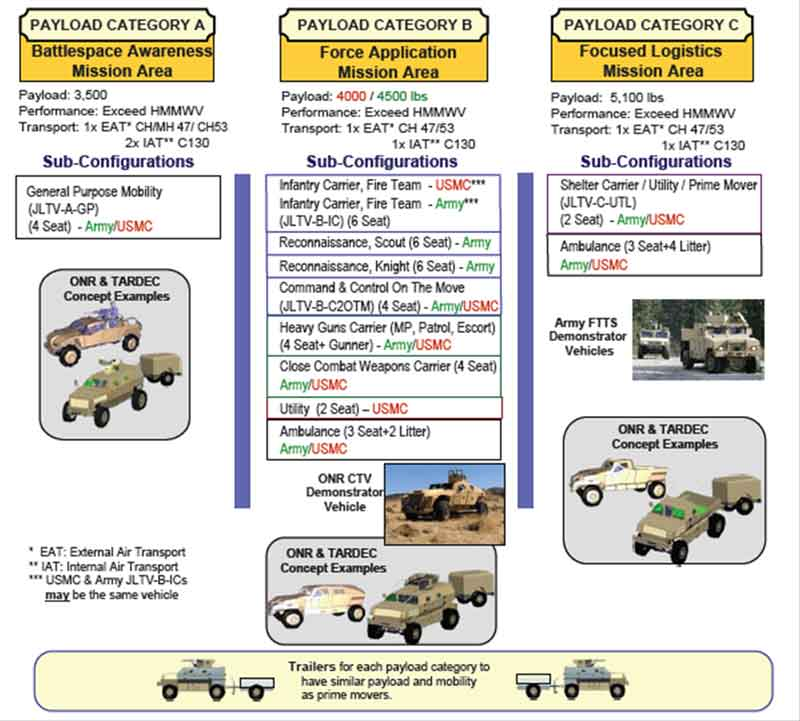
Категорії та варіанти автомобілів JLTV

За корисним навантаженням автомобілі також поділені на три категорії — A, B та C, які співвідносяться із 1,6 тонн, від 1,8 до 2,0 тонн та 2,3 тонн відповідно.
- Автомобілі із меншим корисним навантаженням категорії BA, які відносяться до транспортних засобів загального призначення, повинні бути розраховані на чотири персони.
- Автомобілі із середнім корисним навантаженням категорії «FA» для перевезення невеликої групи бійців (транспортери) повинні бути обладнані шістьма сидіннями, автомобілі розвідки — шістьма сидіннями, автомобілі-командні пункти — чотирма сидіннями, автомобілі, розраховані на встановлення тяжкого озброєння — чотирма сидіннями і позицією для стрільця, спеціалізовані і транспортні — двома сидіннями, закриті із тяжким озброєнням — чотирма сидіннями, санітарні — трьома сидіннями і двома лежачими місцями із ношами.
- Автомобілі із найбільшим корисним навантаженням категорії «FL», які використовуються як перевізник-укриття і транспортні, обладнуються двома сидіннями, санітарні підвищеної місткості — трьома сидіннями та чотирма лежачими місцями із ношами.

По завершенні запланованих у програмі робіт серійне виробництво планується розпочати у 2015 році. До сімейства транспортних засобів, які планується створити в рамках цієї програми, повинні увійти п'ять різновидів броньованих транспортних засобів, а саме:
- легкий броньований транспортний засіб;
- бойовий автомобіль піхоти;
- автомобіль-командний пост;
- розвідувальний автомобіль;
- броньований спеціалізований транспортний автомобіль.

Також, імовірно, будуть легкі бронетранспортери та ряд неброньованих версій іншого призначення, як-от санітарні, спеціалізовані і транспортні автомобілі загального призначення. Але першочерговим завданням програми розроблення JLTV є створення легких транспортних засобів із захистом MRAP.

## Основні вимоги до автомобілів JLTV
Згідно з укладеною із Австралією угодою про кооперацію в рамках програми JLTV, автомобіль-переможець призначається для використання збройними силами як США, так і Австралії, а тому він повинен бути інтегрований у системи озброєнь та у транспортні системи армій цих країн. Окрім цього, програмою були встановлені наступні вимоги:
- транспортний засіб повинен мати генератор та забезпечувати живлення зовнішніх споживачів електричної енергії потужністю не менше 30 кВт під час роботи двигуна та руху автомобіля;
- корисне навантаження, на яке розрахований транспортний засіб, повинне бути таким же, як і його власна вага;
- на кожному транспортному засобі повинен бути запас набоїв для наступних видів озброєнь:
  - дві коробки патронів для автоматичної гвинтівки M16;
  - одна коробка гранат для гранатомета M203;
  - чотири коробки патронів для ручного кулемета M249;
  - шість коробок набоїв або для гранатомета Mk 19 або для станкового кулемета M2, або для кулемета M60 чи M240;
- двері повинні бути відкидними для можливості легкої евакуації у разі атаки чи пошкодження;
- автомобіль повинен бути обладнаний автоматичною системою пожежегасіння та «осколковою підкладкою» для мінімізації ефекту перфорації після обстрілу його стрілецькою зброєю;
- повинно бути передбачено дві конфігурації броньованого захисту (рівень захисту A та підвищений рівень захисту B) від мін, артилерії та боєголовок РПГ;
- автомобіль повинен мати два запасних колеса;
- на транспортному засобі повинні бути системи підтримування його мобільності після обстрілу стрілецькою зброєю, зокрема, таких деталей як паливний бак, ємність із охолоджувальною рідиною та ємність із оливою;
- на автомобілі повинні бути електронні системи контролю і діагностування, які забезпечують можливість виявлення несправностей систем і обладнання автомобіля, які можуть бути виявлені.

## Історія

### Учасники програми
Участь у програмі на момент її започаткування взяли такі компанії:
- Boeing, Textron та MillenWorks[8][9]
- General Dynamics та AM General (як «General Tactical Vehicles»)[10]
- Force Protection Inc та DRS Technologies[11][12] (офіційно відхилені 14 серпня 2008 року)[13]
- BAE Systems Land & Armaments та Navistar International[14]
- Northrop Grumman Corporation, Oshkosh Trucks та Plasan[15]
- Lockheed Martin, BAE Systems Land & Armaments Global Tactical Systems, Alcoa Defense та JWF Industries[16][17]
- Blackwater Worldwide та Raytheon[18]

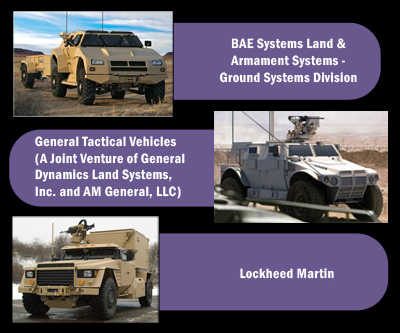
Перші компанії-конкурсанти проекту JLTV та їх дослідні зразки автомобілів

29 жовтня 2008 року по завершенні перших етапів програми її координатори звузили коло конкурсантів до трьох:
- BAE Systems/Navistar;
- General Tactical Vehicles;
- Lockheed Martin.

Ці учасники програми повинні були змагатися за отримання остаточного контракту на виробництво автомобілів JLTV. Кожен з учасників отримав контракт вартістю від 35.9 до 45-ти мільйонів доларів США для початку робіт другого етапу програми, яка загалом повинна була становити 20 мільярдів чи більше.
Група Northrop Grumman/Oshkosh опротестувала це рішення і отримала відмову на свій протест. Попри це, корпорація Oshkosh продовжила роботи в рамках програми на власний розсуд і у 2010 році виготовила перший дослідний зразок Oshkosh L-ATV, який у листопаді 2010-го успішно пройшов комплекс балістичних випробувань та ходові випробування на трасі Baja 1000.

### Автомобілі-конкурсанти
28 березня 2012 року для подальшої участі у програмі були відібрані наступні шість дослідних зразків автомобілів:
- BAE Systems Valanx
- General Tactical Vehicles JLTV Eagle
- Lockheed Martin JLTV
- Navistar Saratoga[22]
- Oshkosh L-ATV[23][24]
- AM General BRV-O[25]

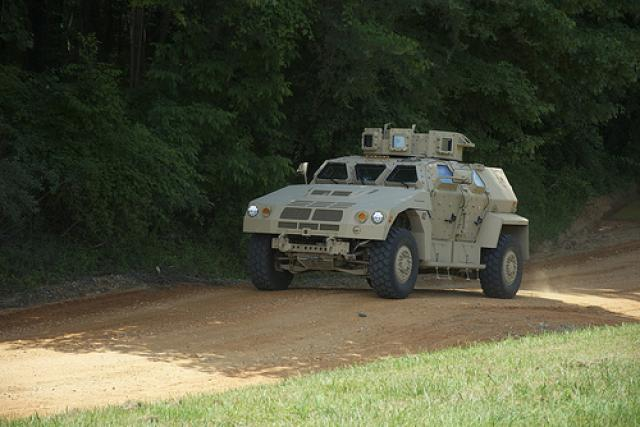
Valanx від BAE Systems
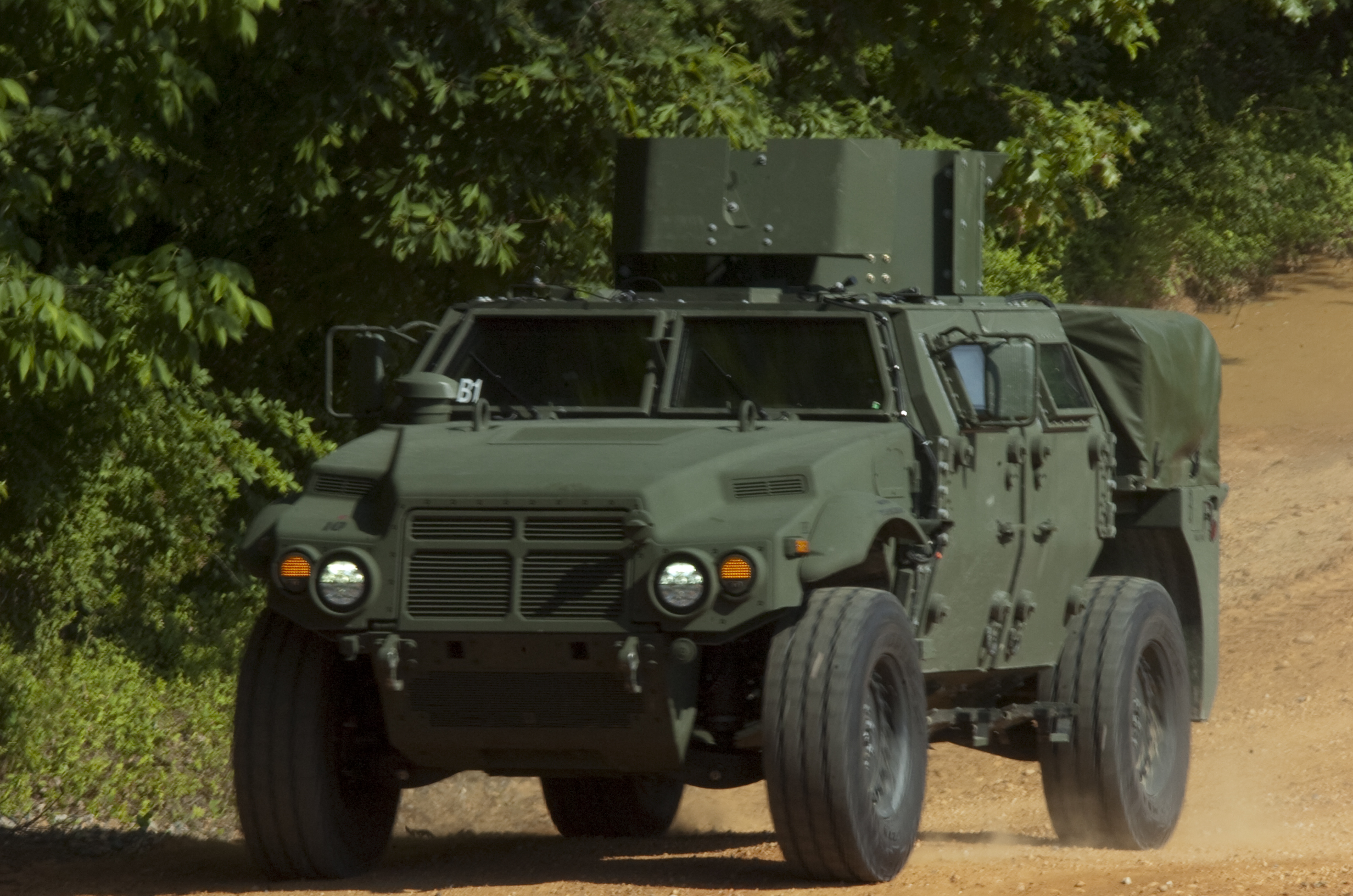
Eagle від General Dynamics та AM General
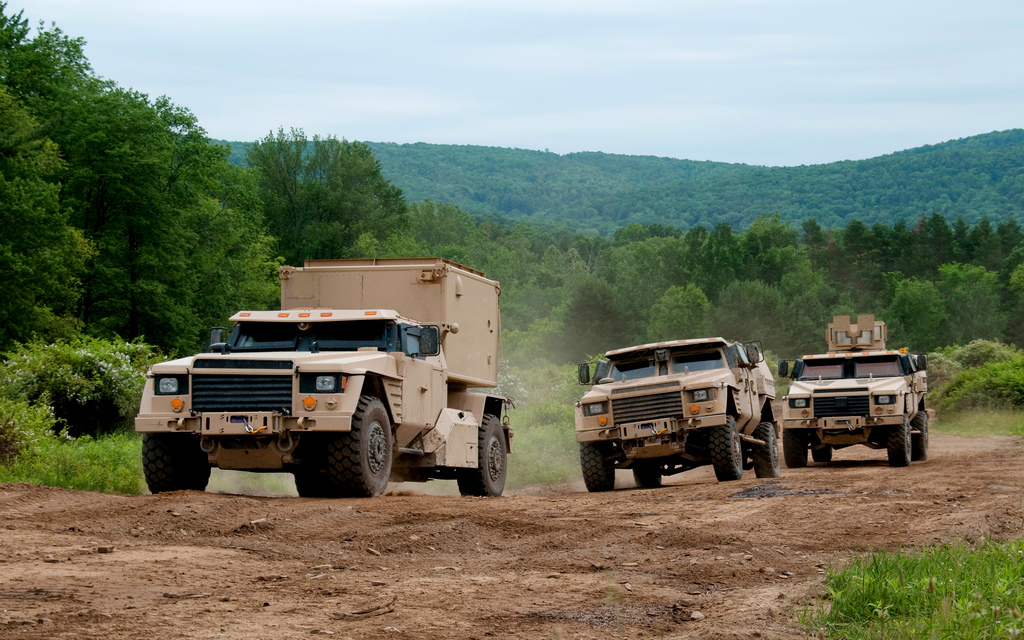
JLTV від Lockheed Martin
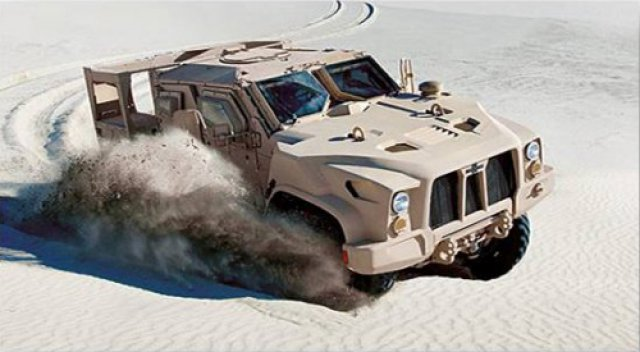
L-ATV від Oshkosh Corporation
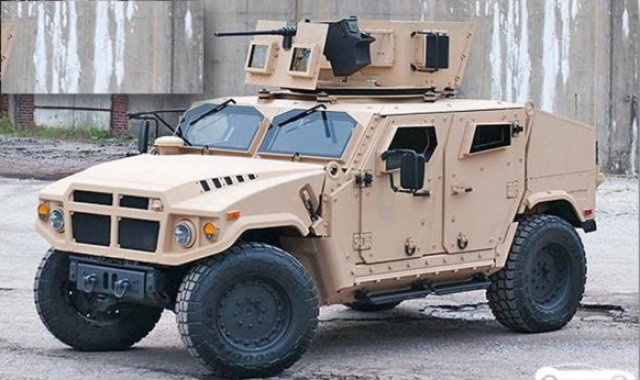
BRV-O від AM General

### Переможці етапу EMD
23 серпня 2012 року за результатами виконання чергового етапу програми «Розроблення і розвиток виробництва» (англ. Engineering and Manufacturing Development (EMD)) армія США та корпус морської піхоти США відібрали три автомобілі-конкурсанти, які повинні продовжити змагання за контракт остаточного етапу програми:
- Lockheed Martin JLTV;
- Oshkosh Defense L-ATV;
- AM General BRV-O.

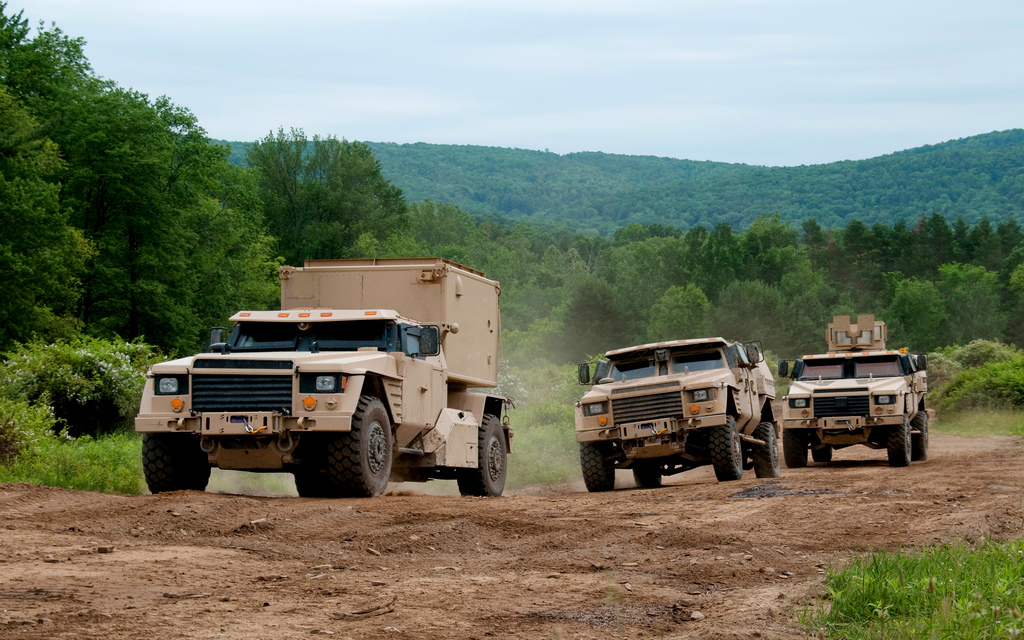
JLTV від Lockheed Martin
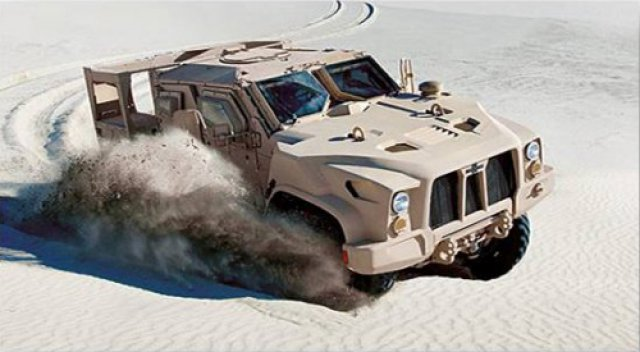
L-ATV від Oshkosh Corporation
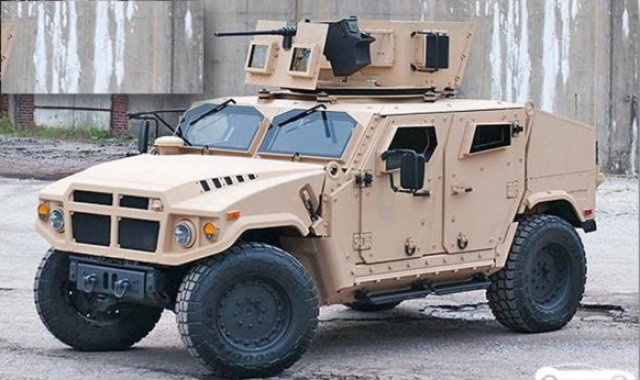
BRV-O від AM General.

Кожна з компаній-переможців отримала контракт на виробництво дослідних зразків автомобілів, згідно із яким, кожна із компаній повинна виготовити 22 дослідних зразки транспортних засобів протягом 27-ми місяців для проведення їх випробувань в умовах експлуатації.
27 серпня 2013 року Армія США та Корпус морської піхоти США оголосили, що повномасштабні випробування дослідних зразків за програмою JLTV, які повинні надати одночасно три компанії-конкурсанти, розпочнуться наступного тижня. Кожна з компаній повинна була надати 22 транспортних засоби та шість причепів на Абердинський випробувальний полігон, що у штаті Меріленд, та на Випробувальний полігон у Юмі, що у штаті Аризона.
До цього, під час попередніх випробувань, транспортні засоби пройшли більш, ніж через 400 балістичних випробувань та випробувань вибухами зразків броні, випробувань вибухами під кузовом, та пройшли більше, ніж 1000 миль вібраційних випробувань. На полігонах солдати «Випробувальної та оцінювальної команди армії Сполучених Штатів» та персонал «Випробувальної та оцінювальної служби Департаменту безпеки» повинні піддати транспортні засоби реалістичним і суворим випробуванням в польових умовах протягом 14 місяців у обсязі державних експлуатаційних випробувань. Випробування повинні закінчитися у 2015 році укладанням угоди з єдиною компанією-переможцем на виробництво 55 000 транспортних засобів, вартість кожного з яких на виході із складального конвеєра не повинна перевершувати 250 000 доларів США. Армія повинна почати отримувати автомобілі JLTV у 2018-му із завершенням поставок усіх запланованих транспортних засобів у 2030 році.
3 вересня 2013 року, як і було об'явлено, на Абердинському випробувальному полігоні, на полігоні у Юмі, та у зоні розташування військових об'єктів у місцевості Редстоун-Арсенал, що у штаті Алабама, повним ходом розпочалися повномасштабні випробування претендентів, виготовлених за програмою JLTV.
До червня 2015 року за результатами цих випробувань буде відібрано тільки один постачальник, який протягом трьох років повинен виготовити 2 000 транспортних засобів для додаткових випробувань, необхідних для доведення складальних ліній і системи виробництва.

### Переможець програми
25 серпня 2015 року переможцем програми стала компанія Oshkosh Corporation.
8 вересня компанія Lockheed Martin опротестувала це рішення. Рахункова палата США протягом 100 днів з цієї дати повинна розглянути суть протесту й ухвалити рішення. Компанія AM General цього ж дня оголосила, що протест не подаватиме.

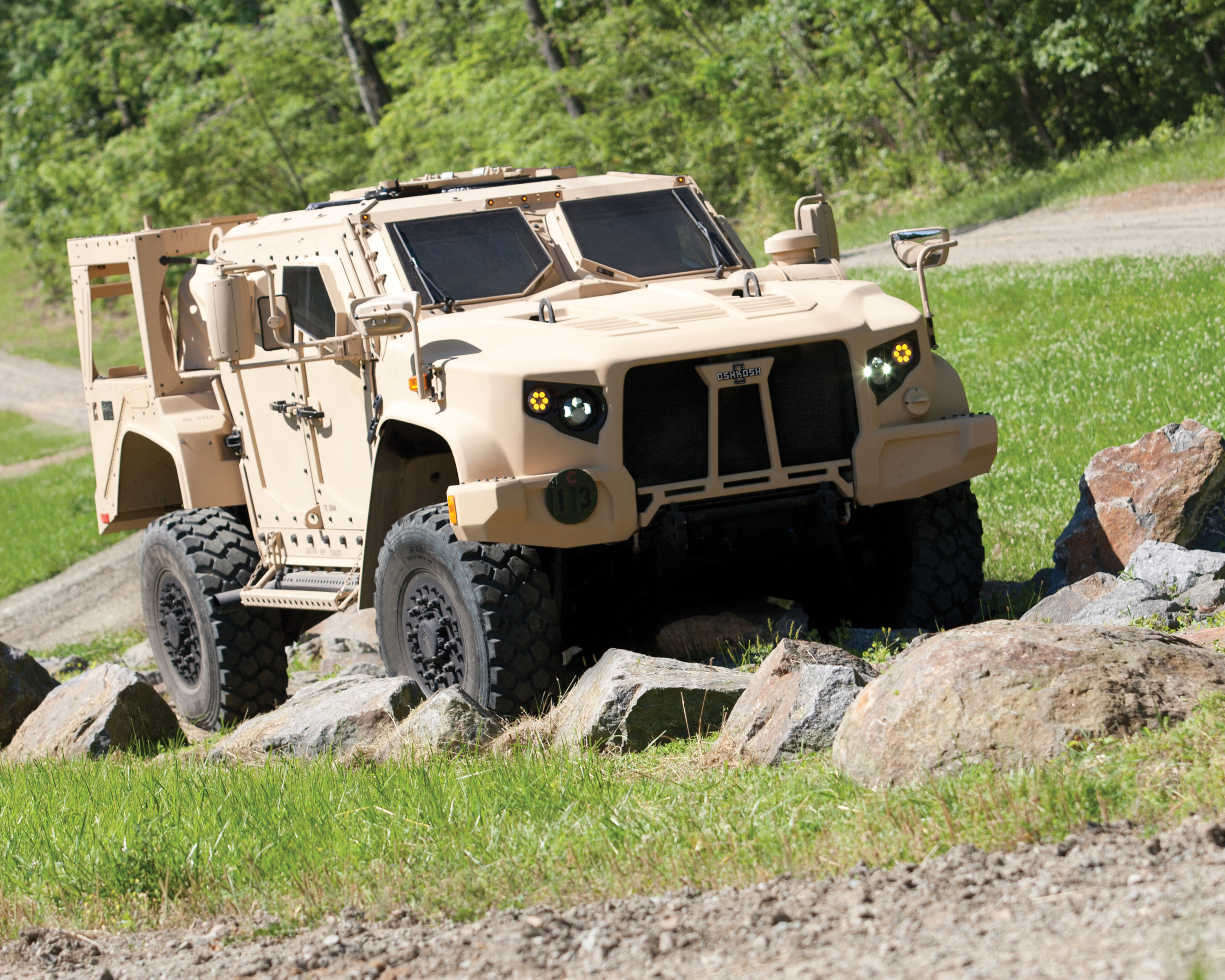
Переможець L-ATV від Oshkosh Corporation

## Досвід використання
У 2018 році в щорічному звіті директора з питань оперативних випробувань та оцінки Міноборони США (MOT&E), було відзначено низку недоліків, виявлених під час дослідної експлуатації. Згідно доповіді, під час дослідної експлуатації були виявлені недоліки у надійності, ремонтопридатності, навчанні, посібниках, ситуаційної обізнаності екіпажу і безпеки.
Крім того, машина для ближнього бою визнана «неефективною для використання в бойових і тактичних місіях», зокрема програє Humvee.
Також зазначається, що екіпаж має «погану видимість через сліпі зони навколо автомобіля». Екіпажі мали проблеми з виходом з JLTV, зокрема «численні відмови дверей, які не відкриваються та заважають солдатам і морпіхам під час посадки і виходу з машини».
Виникли проблеми з обслуговування JLTV у польових умовах: «підрозділи не можуть обслуговувати JLTV без підтримки представників сервісних служб підрядника через складність транспортного засобу, неефективне навчання, погані інструкції та проблеми з усуненням несправностей на транспортному засобі».
Проблеми, пов'язані з надійністю, включали негаразди з проводкою двигуна, пошкодження шин та несправності гальмівної системи. Загалом автомобілі JLTV потребують більшого обслуговування за Humvee.
Також жоден з варіантів не здатний ефективно використовуватися із буксированим причепом: «причіп має меншу рухливість, ніж JLTV, та уповільнював машини. Армія не ухвалила рішення щодо купівлі причепів для JLTV».
Автори доповіді рекомендували розробити для програми JLTV план вдосконалення з урахуванням рекомендацій цього звіту та інших пунктів, згаданих у таємному додатку.

## Оператори

### Поточні
- США
- Австралія
- Чорногорія: в жовтні стало відомо про те, що Чорногорія домовилась з США про закупівлю 67 автомобілів JLTV на загальну суму 36 мільйонів доларів[34].
Перші п'ять бронемашин JLTV були офіційно передані Збройним силам Чорногорії 30 жовтня 2020 року. За планом у 2020 році має надійти 20 машин JLTV з 67 замовлених. Ними оснастять 1-у піхотну роту в Нікшичі та 2-у піхотну роту в Плевелі. Машини будуть оснащені дистанційного бойовими модулями (RCWS) ізраїльської компанії Elbit Systems. Контракт вартістю 35 млн дол було підписано в грудні 2019 року[35].

### Майбутні
- Велика Британія: в липні 2017 року Державний департамент США дав дозвіл на контракт вартістю $1,035 млрд на продаж 2747 машин JLTV з додатковим устаткуванням Великій Британії. Контракт включає базові набори для встановлення додаткового устаткування, ремонтні комплекти, додаткове бронювання (B-kit), комплекти адаптації двигунів під холодний клімат, комплекти для подолання водних перешкод, run-flat шини, запасні шини, тощо[36].
- Литва: в лютому 2019 року Міністерство національної оборони Литви офіційно подало заявку до Уряду США на купівлю бронеавтомобілів JLTV для литовської армії. У разі позитивного рішення Уряд Литви планує виділити впродовж 2020—2023 років 142 млн євро на купівлю, навчання та технічне обслуговування 200 броньованих машин JLTV. Зараз литовська армія використовує позашляховики моделей HMMWV і Toyota Land Cruiser[37].

### Північна Македонія
Загалом Північна Македонія замовила 33 броньованих тактичних транспортних засобів JLTV американського виробництва.
Міністр оборони Слав'янка Петровська повідомила, що у липні перша партія з 6 легких броньованих машин JLTV прибула до порту Салоніки, Греція, разом із 180 бронетранспортерами Textron M1117, які були подаровані Греції Сполученими Штатами.